# Eupithecia busambraria
Eupithecia busambraria är en fjärilsart som beskrevs av Emile Enrico Ragusa 1889. Eupithecia busambraria ingår i släktet Eupithecia och familjen mätare. Inga underarter finns listade i Catalogue of Life.